# Rio Frumuşeaua (Valea Borcuţului)
O Rio Frumuşeaua é um rio da Romênia, afluente do Valea Borcutului, localizado no distrito de Maramureş.